# بزنغ حاجي أباد (غوغر)
بزنغ حاجي أباد (بالفارسية: بزنگ حاجی‌آباد) هي قرية تقع في إيران في قسم غوغر الريفي. يقدر عدد سكانها بـ 124 نسمة بحسب إحصاء 2016.